# Henry V (1944)
Henry V is een Britse dramafilm uit 1944 geregisseerd door Laurence Olivier. De hoofdrollen worden gespeeld door Laurence Olivier, Renée Asherson, Robert Newton en Leslie Banks. De film is gebaseerd op het gelijknamige toneelstuk van William Shakespeare.
De film werd genomineerd voor vier Oscars, waaronder de Oscar voor beste film. De film wist uiteindelijk geen nominatie te verzilveren. Laurence Olivier won wel een ‘Honorary Award’ voor zijn werk.

## Rolverdeling
| Acteur            | Personage                        |
| ----------------- | -------------------------------- |
| Laurence Olivier  | King Henry V of England          |
| Renée Asherson    | Princess Katherine               |
| Robert Newton     | Ancient Pistol                   |
| Leslie Banks      | the Chorus                       |
| Felix Aylmer      | Archbishop of Canterbury         |
| Robert Helpmann   | Bishop of Ely                    |
| Vernon Greeves    | English Herald                   |
| Gerald Case       | Earl of Westmoreland             |
| Griffith Jones    | Earl of Salisbury                |
| Morland Graham    | Sir Thomas Erpingham             |
| Nicholas Hannen   | Duke of Exeter                   |
| Michael Warre     | Duke of Gloucester               |
| Ralph Truman      | Mountjoy                         |
| Ernest Thesiger   | Duke of Berri, French Ambassador |
| Frederick Cooper  | Corporal Nym                     |
| Roy Emerton       | Lieutenant Bardolph              |
| Freda Jackson     | Mistress Quickly                 |
| George Cole       | De jongen                        |
| George Robey      | Sir John Falstaff                |
| Harcourt Williams | King Charles VI of France        |
| Russell Thorndike | Duke of Bourbon                  |
| Leo Genn          | The Constable of France          |
| Francis Lister    | Duke of Orleans                  |
| Max Adrian        | Dauphin                          |
| Jonathan Field    | The French Messenger             |
| Esmond Knight     | Fluellen                         |
| Michael Shepley   | Gower                            |
| John Laurie       | Jamy                             |
| Niall MacGinnis   | MacMorris                        |
| Frank Tickle      | The Governor of Harfleur         |
| Ivy St. Helier    | Alice                            |
| Janet Burnell     | Queen Isabel of France           |
| Brian Nissen      | Court                            |
| Arthur Hambling   | Bates                            |
| Jimmy Hanley      | Williams                         |
| Ernest Hare       | Priester                         |
| Valentine Dyall   | Duke of Burgundy                 |

## Prijzen en nominaties
| Jaar | Prijs          | Categorie              | Genomineerde(n)             | Uitslag     |
| ---- | -------------- | ---------------------- | --------------------------- | ----------- |
| 1947 | Academy Awards | Beste film             | Beste film                  | Genomineerd |
| 1947 | Academy Awards | Beste acteur           | Laurence Oliver             | Genomineerd |
| 1947 | Academy Awards | Beste originele muziek | William Walton              | Genomineerd |
| 1947 | Academy Awards | Beste productieontwerp | Paul Sheriff, Carmen Dillon | Genomineerd |